# Нара, Ёситомо
Ёситомо Нара (яп. 奈良 美智 Нара Ёситомо, род. 1959, Хиросаки, Япония) — современный японский художник. В настоящее время живет и работает в Токио.

## Образование
- Университет изящных искусств и музыки префектуры Аити (бакалавр и магистр изящных искусств).
- 1988—1993, Дюссельдорфская академия художеств, Германия.

## Творчество
Ёситомо Нара находится в ряду заметных художников из Японии, появившихся на международной арт-сцене в 1990-х годах. В живописных и скульптурных работах Нара ощущается влияние японских комиксов (манга). Вместе с этим, художник создал свой узнаваемый стиль, объединив невинность и уязвимость стилизованных образов детей и животных с дьявольской природой.

### Публичные коллекции
- Университет изящных искусств и музыки префектуры Аити, Япония
- The Aomori Prefectural Museum of Art, Япония
- The Japan Foundation, Токио, Япония
- Museum of Art and Design, Nurnberg, Германия
- Museum of Contemporary Art, Лос Анджелес
- Музей современного искусства, Чикаго
- Музей современного искусства, Нью-Йорк
- San Francisco Museum of Modern Art, Сан Франциско
- The Tokushima Modern Art Museum, Япония
- Tokyo Opera City Art Gallery, Токио, Япония

### Персональные выставки
| - 2009 Marianne Boesky Gallery, Нью-Йорк - 2008-09 Blum & Poe, Los Angeles, CA - 2008 BALTIC Centre for Contemporary Art, Гейтсхед - 2008 Galerie Zink, Мюнхен - 2007 NARA + GRAF, Центр совр. искусства в Малаге - 2007 Berlin Baracke, Galerie Zink, Берлин - 2006 Moonlight Serenade, Музей искусства XXI века, Канадзава - 2006 A to Z, Yoshii Brick Brew House, Хиросаки - 2006 Yoshitomo Nara + graf, Stephen Friedman Gallery, Лондон - 2006 Arndt & Partner, Цюрих - 2005 Home, graf gm, Осака - 2005 Marianne Boesky Gallery, Нью-Йорк - 2005 Over the Rainbow: Yoshitomo Nara and Hiroshi Sugito, Пинакотека современности, Мюнхен; K21, Дюссельдорф - 2005 Bridge, Kenji Taki Gallery, Нагоя - 2004 Hara Museum, Токио - 2004 Keiner & Meyer, Вена - 2004 Galerie Johnen & Schottle, Кёльн - 2004 New works 2004, Blum & Poe, Лос Анджелес - 2003 Yoshitomo Nara: Nothing Ever Happens, Museum of Contemporary Art, Cleveland; Institute of Contemporary Art Филадельфия, Contemporary Art Museum St. Louis; San Jose Museum of Art; The Contemporary Museum, Гонолулу - 2003 S.M.L., Graf Media GM, Осака - 2003 Galerie Zink & Gegner, Мюнхен - 2003 New Drawings 2003, Tomio Koyama Gallery, Токио - 2003 The Good, the Bad, the Average…. and Unique, Little More Gallery, Токио | - 2003 Stephen Friedman, Лондон - 2002 Marianne Boesky Gallery, Нью-Йорк - 2002 Who Snatched the Babies, cneai, Chatou, Франция - 2002 12 Etchings, Spaceforce, Токио - 2001 Nara Yoshitomo: in those days, Hakutosha, Нагоя - 2001 I Don’t Mind, If You Forget Me, Yokohama Museum of Art; Хиросимский музей совр. искусства, Ashiya City Museum of Art, Asahikawa Prefectural Museum of Art, Aomori Museum of Art - 2001 Yoshitomo Nara: Drawings, Collette, Париж - 2001 Clear For Landing, Galerie Michael Zink, Мюнхен - 2001 In the White Room, Blum & Poe, Санта-Моника - 2000 Stephen Friedman Gallery, Лондон - 2000 In the Empty Fortress, Galerie Johnen & Schottle, Кёльн - 2000 Lullaby Supermarket, Santa Monica Museum of Art, Санта-Моника - 2000 Walk on, Музей современного искусства, Чикаго - 1999 Done Did, Parco Gallery, Нагоя - 1999 Happy Hour, Hakutosha, Нагоя - 1999 Somebody, Whispers in Nurnberg, Институт совр. искусства, Нюрнберг - 1999 Pave Your Dreams, Marianne Boesky Gallery, Нью-Йорк - 1999 Blum & Poe, Санта-Моника - 1999 Walking Alone, The Ginza Art Space, Токио - 1999 In the Floating World, Nadiff Gallery, Токио - 1999 No, They Didn’t, Tomio Koyama Gallery, Токио - 1998 Institute of Visual Arts, University of Wisconsin, Милуоки - 1997 Blum & Poe, Санта-Моника - 1997 Screen Memory, Tomio Koyama Gallery, Токио - 1997 Lonesome Puppy, Hakutosha, Нагоя - 1997 Drawing Days, Hakutosha, Нагоя - 1997 Galerie Michael Zink, Regensburg, Германия | - 1996 Galerie Johnen & Schottle, Кёльн - 1996 Lonesome Puppy, Tomio Koyama Gallery, Tokyo, Japan - 1996 Hothouse Fresh, Gallery Hakutosha, Нагоя - 1996 Empty Surprise, Artium, Fukuoka, Japan - 1995 Cup Kids, The Museum of Contemporary Art, Нагоя - 1995 Pacific Babies, Blum & Poe, Санта-Моника - 1995 In The Deepest Puddle, SCAI The Bathhouse, Токио - 1995 Nothing Gets Me Down, Galerie Humanite, Токио - 1995 Oil on Canvas, Galerie Humanite, Нагоя - 1995 Project for Gunma, Gunma Prefectural Museum of Modern Art, Takasaki, Gunma, Япония - 1994 lonesome babies, Hakutosha, Нагоя - 1994 Hula Hula Garden, Galerie d’Eendt, Амстердам - 1994 Christmas For Sleeping Children, Itoki Crystal Hall, Осака - 1993 Galerie Johnen & Schottle, Кёльн - 1993 Be Happy, Galerie Humanite,Нагоя и Токио - 1992 Loft Gallery, Deventer, Netherlands - 1992 Drawings, Galerie d’Eendt, Амстердам - 1991 Harmlos, Galerie im Kinderspielhaus, Дюссельдорф - 1991 cogitationes cordium, Galerie Humanite,Нагоя - 1991 Galerie d’Eendt, Амстердам - 1990 Galerie d’Eendt, Амстердам - 1989 Irrlichttheater, Штутгардт - 1988 innocent being, Galerie Humanite, Нагоя и Токио - 1988 Goethe Institut, Дюссельдорф - 1985 Recent Works, Gallery Space to Space, Нагоя - 1984 Wonder Room, Gallery Space to Space, Нагоя - 1984 It’s a Little Wonderful House, Love Collection Gallery, Нагоя |